# Urszula Zamoyska

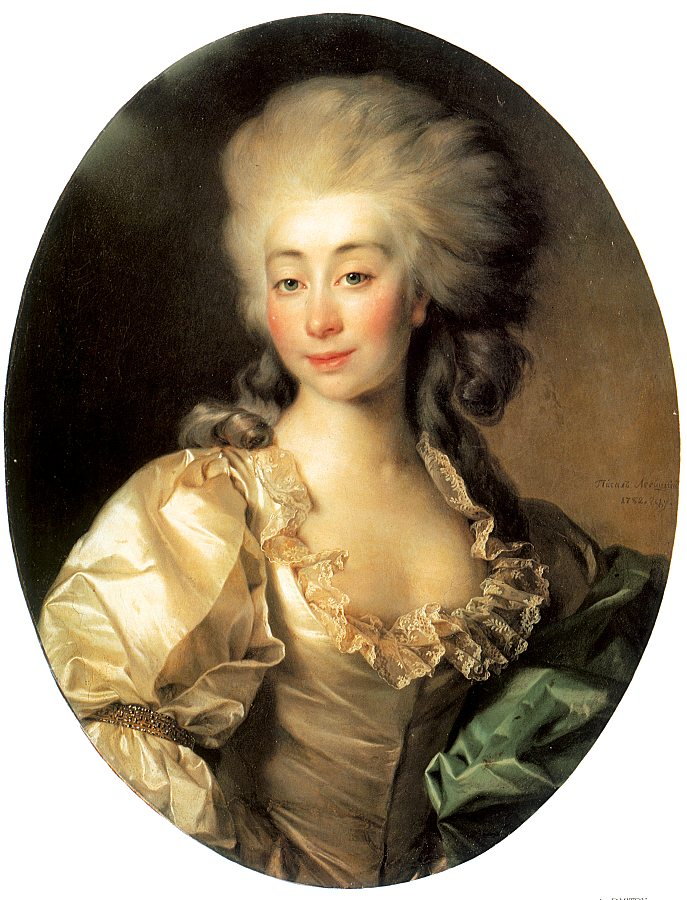
Urszula Zamoyska av Dmitri Levitsky.

Urszula Zamoyska, född 1750, död 1808, var en polsk adelskvinna, systerdotter till kung Stanisław II August Poniatowski. Hon spelade en framträdande offentlig roll under sin morbrors regeringstid, då hon i avsaknad av en drottning spelade rollen av kungarikets första dam i offentliga representativa sammanhang.
Hon var dotter till Ludwika Maria Poniatowska och Jan Jakub Zamoyski och gift med och Wincenty Potocki (1773-77) och Michal Jerzy Mniszech (från 1781). Hon ska tillsammans med sin mor år 1795, under press av Ryssland, ha övertygat kungen att skriva under abdikationshandlingarna därför att de fruktade att annars bli ruinerade genom en rysk konfiskation av sin egendom.